# Allie Will
Allie Will (ur. 20 kwietnia 1991 w Boca Raton) – amerykańska tenisistka.
W przeciągu kariery zwyciężyła w jedenastu deblowych turniejach rangi ITF. 5 sierpnia 2013 zajmowała najwyższe miejsce w rankingu singlowym WTA Tour – 280. pozycję, natomiast 3 lutego 2014 osiągnęła najwyższą lokatę w deblu – 98. miejsce.

## Wygrane turnieje rangi ITF
| turnieje z pulą nagród 100 000 $ |
| turnieje z pulą nagród 75 000 $  |
| turnieje z pulą nagród 50 000 $  |
| turnieje z pulą nagród 25 000 $  |
| turnieje z pulą nagród 15,000 $  |
| turnieje z pulą nagród 10 000 $  |

### Gra podwójna (11)
| Data       | Turniej         | Naw.    | Partnerka          | Przeciwniczki                       | Wynik          |
| 15/10/2007 | Serra Negra     | Ceglana | Christina McHale   | Mailen Auroux Tatiana Búa           | 7:5, 6:3       |
| 25/05/2009 | Sumter          | Twarda  | Caitlyn Williams   | Mami Inoue Kyle McPhillips          | 6:4, 6:4       |
| 22/06/2009 | Waterloo        | Twarda  | Alexandra Mueller  | Heidi El Tabakh Tetiana Łużanśka    | 6:2, 6:1       |
| 14/01/2013 | Port St. Lucie  | Ceglana | Angelina Gabujewa  | Florencia Molinero Adriana Pérez    | 4:6, 6:2, 10-7 |
| 11/02/2013 | Rancho Santa Fe | Twarda  | Asia Muhammad      | Anamika Bhargava Macall Harkins     | 6:1, 6:4       |
| 06/05/2013 | Raleigh         | Ceglana | Asia Muhammad      | Jessica Moore Sally Peers           | 6:3, 6:3       |
| 08/07/2013 | Yakima          | Twarda  | Jan Abaza          | Naomi Broady Irina Falconi          | 7:5, 3:6, 10-3 |
| 04/11/2013 | Captiva Island  | Twarda  | Gabriela Dabrowski | Julia Boserup Alexandra Mueller     | 6:1, 6:2       |
| 06/01/2014 | Vero Beach      | Ceglana | Irina Chromaczowa  | Jacqueline Cako Sanaz Marand        | 7:5, 6:3       |
| 16/06/2014 | Quintana Roo    | Twarda  | Anamika Bhargava   | Victoria Rodríguez Marcela Zacarías | 6:2, 6:2       |
| 23/06/2014 | Quintana Roo    | Twarda  | Anamika Bhargava   | Victoria Rodríguez Marcela Zacarías | 6:0, 6:4       |